# NGC 1593
NGC 1593 est une galaxie lenticulaire située dans la constellation du Taureau. NGC 1593 a été découverte par l'astronome allemand Albert Marth en 1863. Cette galaxie a aussi été observée par l'astronome britannique Lawrence Parsons le 1er janvier 1876 et elle a été ajoutée au New General Catalogue sous la désignation NGC 1608. Cette galaxie a également été observée par l'astronome français Stéphane Javelle le 15 janvier 1898 et elle a été ajoutée à l'Index Catalogue sous la désignation IC 2077.

## Caractéristiques
Sa vitesse par rapport au fond diffus cosmologique est de 3 708 ± 55 km/s, ce qui correspond à une distance de Hubble de 54,7 ± 3,9 Mpc (∼178 millions d'al).

## Groupe de NGC 1589
NGC 1593 est une galaxie brillante dans le domaine des rayons X et elle fait partie du groupe de NGC 1589 qui comprend neuf galaxies. Les huit autres galaxies de ce groupe sont NGC 1586, NGC 1587, NGC 1588, NGC 1589, UGC 3054, UGC 3058, UGC 3072 et UGC 3080. Selon A.M. Garcia, la galaxie NGC 1620 fait aussi partie de ce groupe, mais Garcia n'inclut pas NGC 1593 dans celui-ci.